# Peunting
Peunting ist ein Gemeindeteil der Gemeinde Burgthann im Landkreis Nürnberger Land (Mittelfranken, Bayern). Peunting liegt in der Gemarkung Dörlbach.

## Lage
Das Dorf liegt auf freier Flur. Im Südosten steigt das Gelände zum Peuntinger Holz an. Eine Gemeindeverbindungsstraße führt nach Schwarzenbach (0,7 km nordwestlich) bzw. zur Staatsstraße 2401 (1,3 km nordöstlich).

## Geschichte
Mit dem Gemeindeedikt (frühes 19. Jahrhundert) wurde Peunting dem Steuerdistrikt Rasch und der Ruralgemeinde Dörlbach zugewiesen. Im Zuge der Gebietsreform in Bayern wurde Peunting am 1. Januar 1972 nach Burgthann eingegliedert.